# Autonomia (teoria dei sistemi)
Con il termine autonomia (dal greco antico αὐτονομία; αὐτόνομος autonomos parola composta da αὐτο-/auto- e νόμος nomos/"legge", ovvero "legge propria") si intende la possibilità di svolgere le proprie funzioni senza ingerenze o condizionamenti da parte di altri membri o gruppi esterni. 
In teoria dei sistemi un sistema è dotato di autonomia se le relazioni e interazioni che lo definiscono nel suo complesso sono determinate solamente dal sistema stesso. 